# Red (Lied)
Red (englisch für „Rot“) ist ein Song der US-amerikanischen Sängerin Taylor Swift, das als Single aus ihrem vierten Album Red veröffentlicht wurde.

## Inhalt
In diesem Lied verwendet Taylor Swift verschiedene Vergleiche um eine glückliche Beziehung und das schnelle, abrupte Ende von dieser zu beschreiben. In der ersten Strophe beschreibt die Ich-Erzählerin ihre Gefühle in dieser Beziehung. Diese habe sich angefühlt, wie mit einem neuen Maserati bis zur Kollision eine Sackgasse entlangzufahren, oder wie die bunten Farben der Blätter im Herbst, bevor diese abfallen. In der zweiten Strophe schildert sie hingegen ihre Gefühle während des Niedergangs der Beziehung. Im Refrain greift Swift dann auch auf verschiedene Farben zur Beschreibung der Gefühle der Ich-Erzählerin zurück. So sei der Verlust blau gewesen und das Vermissen dunkelgrau, aber letztendlich war die Liebe des Paares doch rot, strahlend rot.

## Kommerzieller Erfolg
Das Lied erreichte Platz 6 der Billboard-Pop- (Hot 100) und Platz 2 der Billboard-Adult-Contemporary-Charts, Platz 5 in Kanada, Platz 30 in Australien und Platz 14 in Neuseeland.

### Chartplatzierungen
| ChartsChartplatzierungen               | Höchstplatzierung | Wochen |
| -------------------------------------- | ----------------- | ------ |
| Vereinigte Staaten (Billboard)         | 6 (22 Wo.)        | 22     |
| Vereinigte Staaten (Billboard Country) | 2 (42 Wo.)        | 42     |
| Vereinigtes Königreich (OCC)           | 26 (4 Wo.)        | 4      |

### Auszeichnungen für Musikverkäufe
| Land/Region                  | Auszeichnungen für Musikverkäufe (Land/Region, Auszeichnung, Verkäufe) | Verkäufe  |
| ---------------------------- | ---------------------------------------------------------------------- | --------- |
| Australien (ARIA)            | 2× Platin                                                              | 140.000   |
| Brasilien (PMB)              | Platin                                                                 | 60.000    |
| Japan (RIAJ)                 | Gold                                                                   | 100.000   |
| Neuseeland (RMNZ)            | Platin                                                                 | 30.000    |
| Vereinigte Staaten (RIAA)    | 2× Platin                                                              | 2.000.000 |
| Vereinigtes Königreich (BPI) | Silber                                                                 | 242.000   |
| Insgesamt                    | 1× Silber · 1× Gold · 6× Platin ·                                      | 2.572.000 |

Hauptartikel: Taylor Swift/Auszeichnungen für Musikverkäufe/Lieder